# Selección de hockey sobre hielo sub-20 de China Taipéi
La Selección de hockey sobre hielo sub-20 de China Taipéi es el equipo de hockey sobre hielo sub-20 representativo de la República de China (Taiwán). El equipo es regido por la Federación de Hockey sobre Hielo de China Taipéi y es miembro de la Federación Internacional de Hockey sobre Hielo (IIHF). Compite en la Campeonato Mundial Sub-20 de la IIHF.

## Participaciones

### Campeonato Mundial de Hockey sobre Hielo sub-20
| Año                  | Sede                                                   | Pos.                        |
| -------------------- | ------------------------------------------------------ | --------------------------- |
| Torneos no oficiales |                                                        |                             |
| 1974                 | Leningrado                                             | No participó                |
| 1975                 | (Winnipeg y Brandon) (Bloomington y Fargo)             | No participó                |
| 1976                 | Tampere, Turku, Pori y Rauma                           | No participó                |
| Torneos oficiales    |                                                        |                             |
| 1977                 | Zvolen y Banská Bystrica                               | No participó                |
| 1978                 | Montreal y Quebec                                      | No participó                |
| 1979                 | Karlstad y Karlskoga                                   | No participó                |
| 1980                 | Helsinki y Vantaa                                      | No participó                |
| 1981                 | Füssen, Landsberg am Lech y Kaufbeuren                 | No participó                |
| 1982                 | (Winnipeg y Kenora) (Bloomington, Mineápolis y Duluth) | No participó                |
| 1983                 | Leningrado                                             | No participó                |
| 1984                 | Norrköping y Nyköping                                  | No participó                |
| 1985                 | Helsinki y Turku                                       | No participó                |
| 1986                 | Hamilton, Toronto y London                             | No participó                |
| 1987                 | Piešťany, Topoľčany, Trenčín y Nitra                   | No participó                |
| 1988                 | Moscú                                                  | No participó                |
| 1989                 | Anchorage y Eagle River                                | No participó                |
| 1990                 | Helsinki y Turku                                       | No participó                |
| 1991                 | Saskatoon                                              | No participó                |
| 1992                 | Füssen y Kaufbeuren                                    | No participó                |
| 1993                 | Gävle, Upsala y Falun                                  | No participó                |
| 1994                 | Ostrava y Frýdek-Místek                                | No participó                |
| 1995                 | Red Deer, Edmonton y Calgary                           | No participó                |
| 1996                 | Boston, Amherst y Marlborough                          | No participó                |
| 1997                 | Ginebra y Morges                                       | No participó                |
| 1998                 | Helsinki y Hämeenlinna                                 | No participó                |
| 1999                 | Winnipeg, Brandon y Selkirk                            | No participó                |
| 2000                 | Skellefteå y Umeå                                      | No participó                |
| 2001                 | Moscú y Podolsk                                        | No participó                |
| 2002                 | Pardubice y Hradec Králové                             | No participó                |
| 2003                 | Halifax y Sydney                                       | No participó                |
| 2004                 | Helsinki y Hämeenlinna                                 | No participó                |
| 2005                 | Grand Forks y Thief River Falls                        | No participó                |
| 2006                 | Vancouver, Kelowna y Kamloops                          | No participó                |
| 2007                 | Leksand y Mora                                         | No participó                |
| 2008                 | Pardubice y Liberec                                    | No participó                |
| 2009                 | Ottawa                                                 | No participó                |
| 2010                 | Saskatoon y Regina                                     | 39° (5° en la División III) |
| 2011                 | Búfalo y Lewiston                                      | 41° (7° en la División III) |
| 2012                 | Calgary y Edmonton                                     | No participó                |
| 2013                 | Ufá                                                    | No participó                |
| 2014                 | Malmö                                                  | No participó                |
| 2015                 | Toronto y Montreal                                     | No participó                |
| 2016                 | Helsinki                                               | No participó                |
| 2017                 | Toronto y Montreal                                     | 41° (7° en la División III) |
| 2018                 | Búfalo y Orchard Park                                  | 42° (8° en la División III) |
| 2019                 | Vancouver y Victoria                                   | 40° (6° en la División III) |
| 2020                 | Ostrava y Třinec                                       | 41° (7° en la División III) |
| 2021                 | Edmonton                                               | Cancelada la División III   |
| 2022                 | Edmonton y Red Deer                                    | Por determinar              |
| 2023                 | Novosibirsk                                            | Por determinar              |
| 2024                 | Gotemburgo                                             | Por determinar              |